# 넥스트 히어로
넥스트 히어로는 한국교육방송공사(EBS)에서 방송하는 약 5분 길이의 단편 시사·교양 프로그램이다.

## 회차
| 회차 | 부제목                           | 방영 일시 | 출연진         | 나레이터 |
| ---- | -------------------------------- | --------- | -------------- | -------- |
| 1화  | 모두의 걱정 없는 하루를 위해     | 11월 30일 | 최형빈         | 은하     |
| 2화  | 춘향가를 부를 때는 춘향이가 되고 | 12월 1일  | 원정인         | 신비     |
| 3화  | 철학 하는 동부                   | 12월 7일  | 김동근         | 엄지     |
| 4화  | 코딩 교육 봉사팀 WT 디플로마     | 12월 8일  | 이재윤, 박재민 | 예린     |
| 5화  | 다문화 청소년                    | 12월 9일  | 왕연           | 유주     |
| 6화  | 청소년 진로 멘토                 | 12월 10일 | 잡(JOB)동사니  | 소원     |
| 7화  | 꿈을 Dream단 대표                | 12월 14일 | 이승준         | 박지훈   |
| 8화  | 스포츠 치어리딩 국가대표 상비군  | 12월 15일 | 김예슬         | 박지훈   |
| 9화  | 청소년 활동가                    | 12월 16일 | 김동연         | 박지훈   |
| 10화 | 나만의 이야기를 글로 전하다      | 12월 17일 | 박지원         | 박지훈   |

## 방영 일시
EBS 1TV 오후 12시 25분 ~ 12시 30분에 방영하며, 11월 30일~12월 1일까지는 월요일, 화요일 방영이며, 그 이후로는 월요일부터 목요일까지 방영한다. 재방송은 EBS 2TV 토요일, 일요일 오후 10시 15분에 방영한다.

## 출연진

### 출연진
- 코로나나우 개발자 최형빈
- 소리꾼 원정인
- 농부 김동근
- 코딩교육봉사단 WT 디플로마 이재윤, 박재민
- 다문화 청소년 왕연
- UN청소년회의 한국대표, 청소년활동가 김동연
- 청소년 단체 꿈을 dream단체 대표 이승준
- 치어리더 김예슬
- 청소년 진로 멘토 잡(JOB)동사니
- 웹소설 작가 박지원

### 나레이터
- 여자친구
- 박지훈